# Aleksey Fyodorov
Pour les articles homonymes, voir Fedorov.
Aleksey Fyodorov ou Fedorov (né le 25 mai 1991 à Smolensk) est un athlète russe, spécialiste du triple saut.

## Biographie
Deuxième des Championnats du monde d'athlétisme jeunesse 2007 à Ostrava, il remporte l'année suivante les Championnats nationaux jeunesse. En 2009, il devient Champion d'Europe junior aux Championnats d'Europe junior d'athlétisme 2009. Le 7 juin 2010, à Moscou, il franchit les 17 mètres, en exactement 17,12 m (+0,6). Le 25 juillet, il devient champion du monde junior 2010 à Moncton.
Le 9 juillet 2017, il est autorisé à concourir aux compétitions internationales en tant qu'athlète neutre autorisé, à la suite de la suspension en 2015 de la Russie par l'IAAF pour dopage d'État.

## Palmarès
| Date | Compétition                       | Lieu        | Résultat | Marque  |
| ---- | --------------------------------- | ----------- | -------- | ------- |
| 2007 | Championnats du monde cadets      | Ostrava     | 2e       | 15,59 m |
| 2010 | Championnats du monde juniors     | Moncton     | 1er      | 16,68 m |
| 2011 | Championnats d'Europe espoirs     | Ostrava     | 2e       | 16,85 m |
| 2013 | Championnats d'Europe en salle    | Göteborg    | 3e       | 17,12 m |
| 2013 | Championnats d'Europe par équipes | Gateshead   | 1er      | 16,70 m |
| 2013 | Championnats d'Europe espoirs     | Tampere     | 1er      | 17,13 m |
| 2013 | Universiade                       | Kazan       | 2e       | 16,89 m |
| 2013 | Championnats du monde             | Moscou      | 5e       | 16,90 m |
| 2014 | Championnats d'Europe par équipes | Brunswick   | 1er      | 16,95 m |
| 2014 | Championnats d'Europe             | Zurich      | 2e       | 17,04 m |
| 2015 | Championnats d'Europe par équipes | Tcheboksary | 2e       | 16,92 m |
| 2015 | Jeux mondiaux militaires          | Mungyeong   | 2e       | 16,56 m |
| 2019 | Jeux mondiaux militaires          | Wuhan       | 6e       | 16,64 m |

## Records
| Épreuve     | Épreuve      | Performance | Lieu     | Date            |
| ----------- | ------------ | ----------- | -------- | --------------- |
| Triple saut | En plein air | 17,19 m     | Yerino   | 22 juillet 2012 |
| Triple saut | En salle     | 17,12 m     | Göteborg | 1er mars 2013   |